# Darker Still
Darker Still è il settimo album in studio del gruppo musicale australiano Parkway Drive, pubblicato il 9 settembre 2022 da Epitaph e Resist Records.

## Stile musicale
Il disco prosegue il percorso stilistico di allontanamento dal metalcore già iniziato nel 2015 con Ire, con un sound heavy metal intervallato da frequenti episodi power metal, groove metal e nu metal, con l'introduzione di parti parlate e rappate da parte del cantante Winston McCall, e influenze provenienti da band come Metallica, Iron Maiden, Sabaton, Amon Amarth, Judas Priest e Trivium.

## Tracce
1. Ground Zero – 4:09
2. Like Napalm – 3:44
3. Glitch – 4:21
4. The Greatest Fear – 5:28
5. Darker Still – 6:50
6. Imperial Heretic – 4:50
7. If a God Can Bleed – 2:40
8. Soul Bleach – 3:31
9. Stranger – 0:50
10. Land of the Lost – 4:59
11. From the Heart of the Darkness – 5:08

## Formazione
- Winston McCall – voce
- Jeff Ling – chitarra solista
- Luke "Pig" Kilpatrick – chitarra ritmica
- Jia "Pie" O'Connor – basso
- Ben "Gaz" Gordon – batteria

## Classifiche
| Classifica (2022)  | Posizione massima |
| ------------------ | ----------------- |
| Australia          | 2                 |
| Austria            | 11                |
| Belgio (Fiandre)   | 11                |
| Belgio (Vallonia)  | 30                |
| Paesi Bassi        | 75                |
| Finlandia          | 47                |
| Francia            | 188               |
| Germania           | 5                 |
| Svizzera           | 5                 |
| Regno Unito        | 56                |
| Regno Unito (rock) | 2                 |